# Cattedrale di Echmiadzin
La cattedrale madre di Echmiadzin (in armeno Մայր Տաճար Սուրբ Էջմիածին?), in principio chiamata chiesa della Madre di Dio, è una chiesa di Echmiadzin, in Armenia. Fu costruita originariamente tra il 301 ed il 303, datazione che la rende l'edificio di culto cristiano più antico del paese e di tutta l'ex Unione Sovietica. È considerata la prima chiesa al mondo ad essere stata costruita per volontà statale, dal momento che l'Armenia fu la prima nazione che accolse il cristianesimo come religione di Stato. Fa parte del complesso architettonico della Santa Sede di Echmiadzin, il luogo in cui risiede il Catholicos d'Armenia e di tutti gli armeni, capo della Chiesa apostolica armena. Nel 2000 è stata inclusa nella lista dei patrimoni dell'umanità UNESCO insieme al sito archeologico di Zvartnots ed alle chiese di Santa Ripsima, di Santa Gaiana e di Shoghakat.

## Storia e descrizione
Nella sua Storia degli armeni, risalente al V secolo, lo storiografo Agatangelo tramandò la leggenda secondo cui, grazie ad una visione di Cristo che scendeva dal cielo e colpiva il suolo con un martello d'oro, fu mostrato a San Gregorio l'Illuminatore il luogo in cui sarebbe dovuta sorgere la cattedrale. Il toponimo Echmiadzin, con cui è nota la città di Vagharshapat, significa "discese l'Unigenito", proprio in riferimento alla visione dell'apostolo degli armeni.

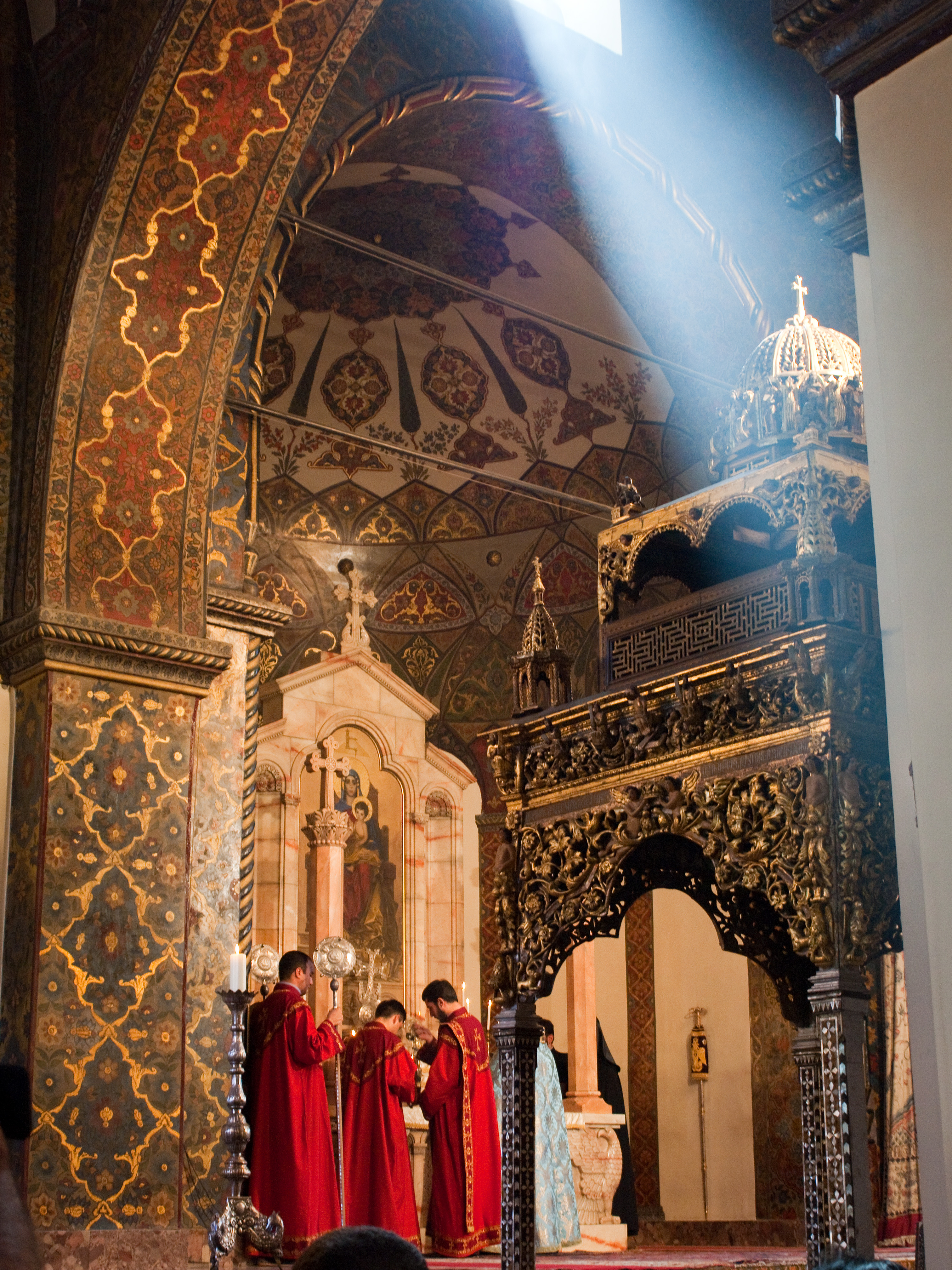
sacerdoti all'altare

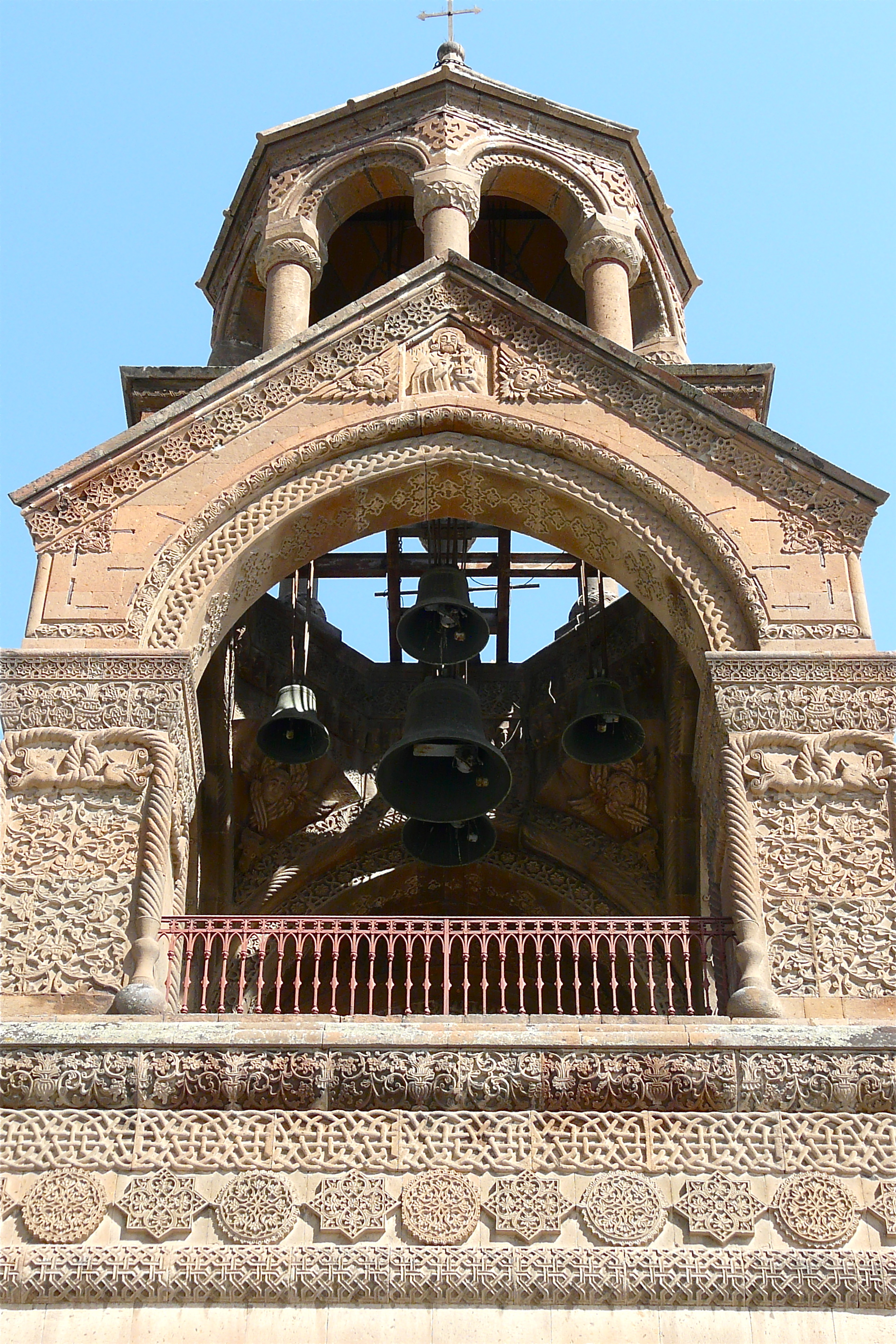
Dettagli del campanile

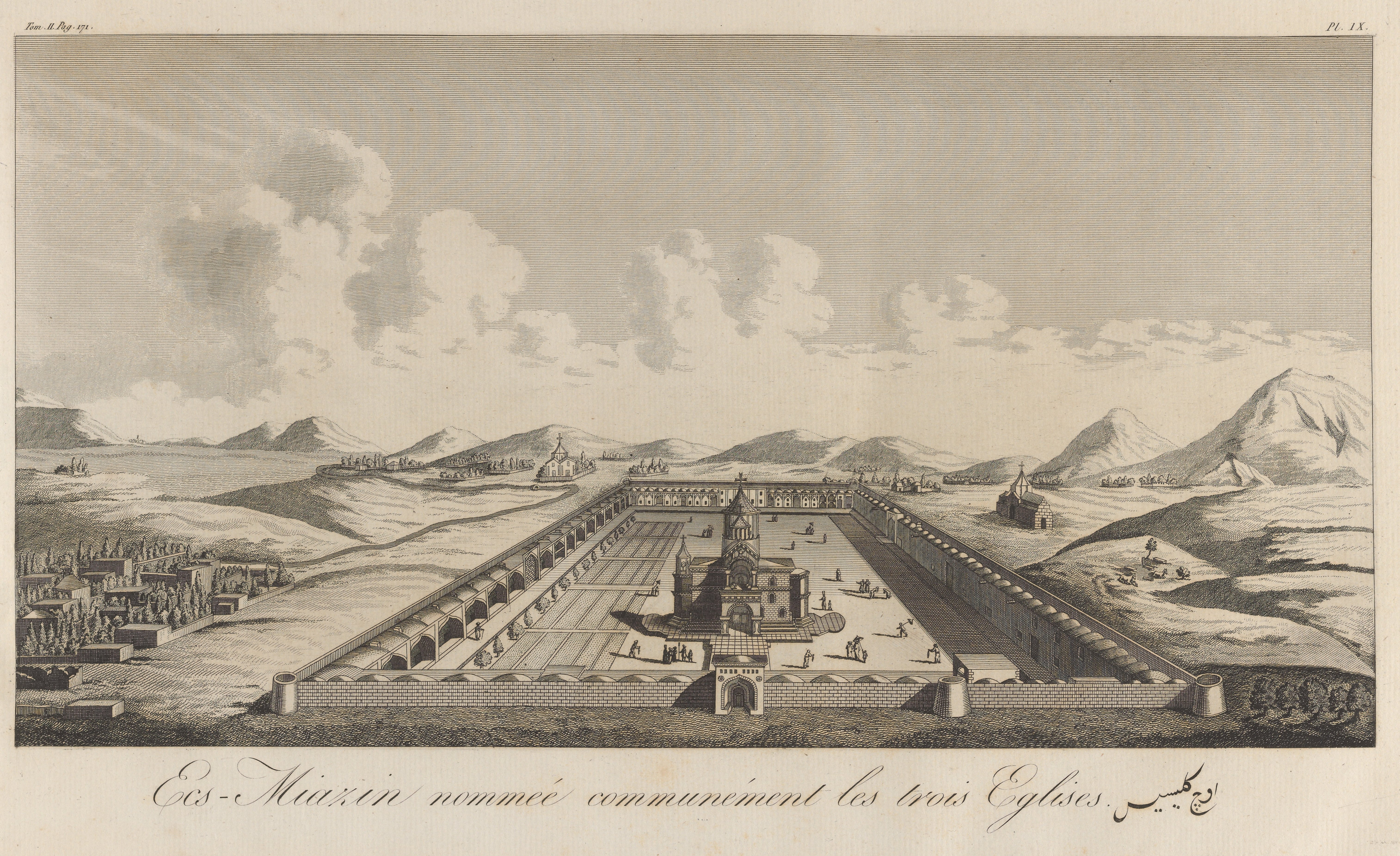
L'antica Vagharshapat

Nel 301, quando il re Tiridate III riconobbe il cristianesimo come religione del Regno d'Armenia, iniziarono i lavori di costruzione della cattedrale nel punto indicato nella visione di Gregorio. Nell'agosto del 303 l'edificio fu completato e la consacrazione ebbe luogo il sabato precedente alla festività dell'Assunzione. La chiesa fu quindi dedicata alla Theotókos, ma col passare del tempo ci si riferì sempre più frequentemente all'edificio con il nome di Echmiadzin. La chiesa è anche chiamata "Prima chiesa", "Chiesa universale" e "illustrata dalla luce", in riferimento al fatto che il suo progetto non fu frutto di architetti, ma di una visione celeste.
La cattedrale corse i primi rischi attorno al 360, quando il sovrano persiano Sapore II invase l'Armenia con un grande esercito e tentò di trasformare l'edificio in un tempio della religione zoroastriana. Subito dopo la partenza degli invasori il catholicos Narsete il Grande fece ristrutturare la cattedrale. Il soglio patriarcale armeno si spostò nel 484 a Dvin, divenuta il centro della vita politica armena. Tuttavia, a dispetto dello spostamento, Echmiadzin continuò a rappresentare il cuore spirituale del paese. Attorno alla fine del V secolo lo storico Ghazar Parpetsi scrisse che, durante lo stesso periodo, Vahan Mamikonian fu nominato capo delle province armene. Costui ordinò che la chiesa ormai in rovina venisse rimpiazzata con una nuova cattedrale con pianta a croce greca. Il vescovo del VII secolo Sebeos scrisse che l'edificio fu nuovamente restaurato nel 618, quando, per volere del catholicos Gomidas, fu sostituita la cupola di legno con una in pietra poggiante su quattro massicci pilastri uniti ai muri esterni per mezzo di arcate.
Nel 1441, dopo numerosi spostamenti di sede, il clero armeno decise di riportare il soglio patriarcale nella città di Echmiadzin. Nel 1627, dopo alcuni interventi di restauro solo parziali, furono avviati lavori più consistenti, come riporta lo storico Arakel di Tabriz. Nel 1629, quando era catholicos Movses III, fu riparata la cupola. Il catholicos fece anche erigere nuove strutture che però furono distrutte durante la guerra ottomano-safavide (1623-1639). Tra il 1657 ed il 1658 fu completato il campanile, i cui lavori avevano preso avvio nel 1654, nel corso del catholicosato di Philippos I (1633–1655).
Nel 1720, per volere del catholicos Asdvadzadur, il pittore Naghash Hovnatanian iniziò a decorare gli interni della cattedrale con affreschi raffiguranti un giardino orientale pieno di rose, cipressi e cherubini alati. Tra il 1781 ed il 1786 un nipote del pittore restaurò il lavoro di suo nonno. Nel 1837 giunsero a conclusione dei lavori di restauro realizzati in vista della visita in Armenia dello zar russo Nicola I. Restauri e scavi archeologici realizzati nella seconda metà del novecento hanno riportato alla luce una stele urartea, frammenti di antichi mosaici, pitture murarie e la pira di un tempio del fuoco sotto l'altare dell'abside orientale.
La cattedrale possiede tre ingressi. Il principale è quello del campanile, gli altri due si trovano agli angoli nord-est e sud-est. Un antico quarto ingresso era situato nell'area dell'angolo orientale, ma attualmente è coperto da un muro. L'unica prova rimasta dell'esistenza di tale ingresso è rappresentata da un arco tuttora visibile. Ad ovest della cattedrale si trova la Porta di Tiridate III, costruita nel IV secolo, che conduce al grande palazzo del catholicos. La cattedrale sorge in un grande giardino quadrangolare in cui si trovano anche il seminario ed altri edifici riservati ai monaci. A nord della cattedrale si trovano diversi khachkar.
Tra le reliquie più preziose custodite nell'edificio vi sono i seguenti oggetti sacri: 
- La Lancia Sacra di Antiochia, identificata con la Lancia di Longino che trafisse Cristo sulla Croce;
- Frammenti di legno ritenuti essere parte dell'Arca di Noè adagiata sul monte Ararat;
- Reliquie varie appartenenti ai santi apostoli Pietro, Andrea e Giuda Taddeo;
- La mano destra di san Gregorio che, attraverso i secoli, seguì i catholicoi nelle loro varie residenze, come simbolo della loro autorità.

## Galleria d'immagini

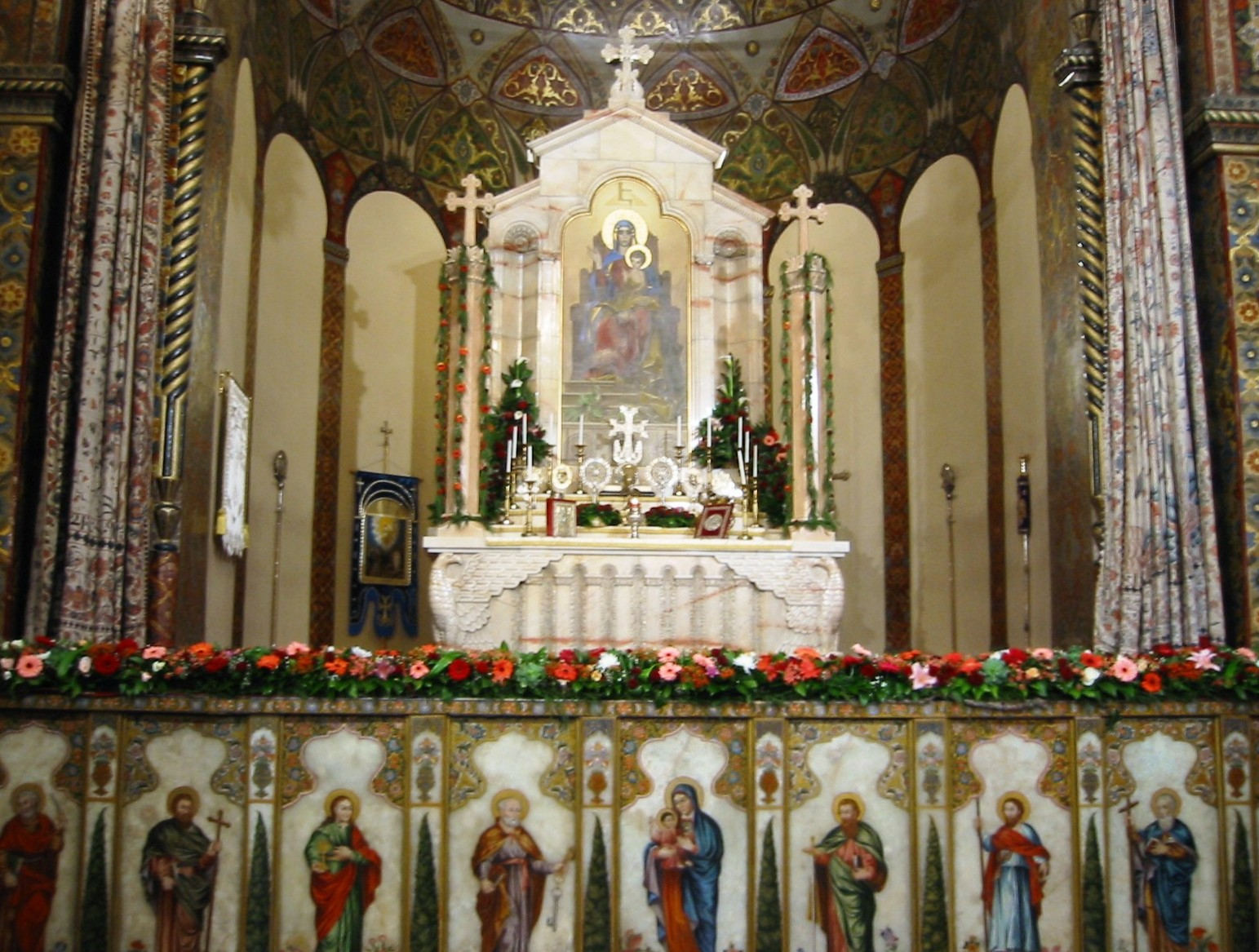
L'altare
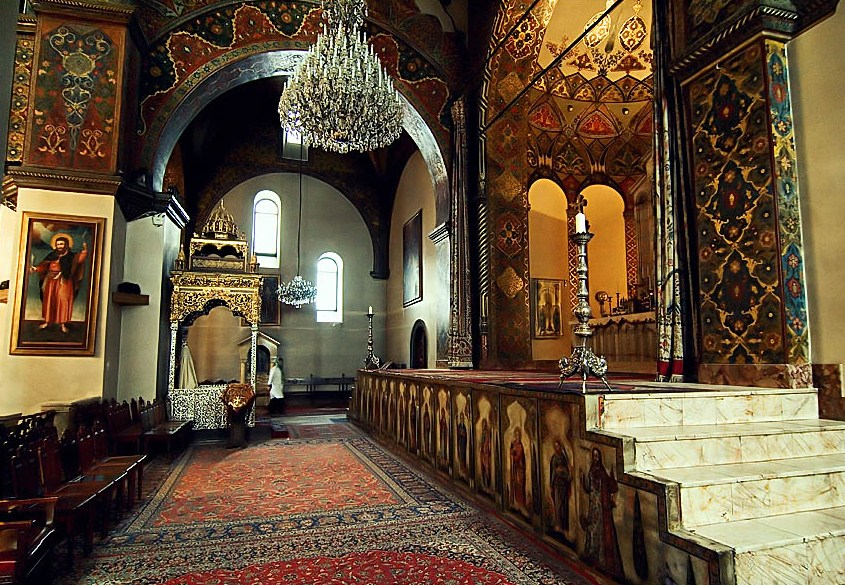
L'area adiacente all'altare
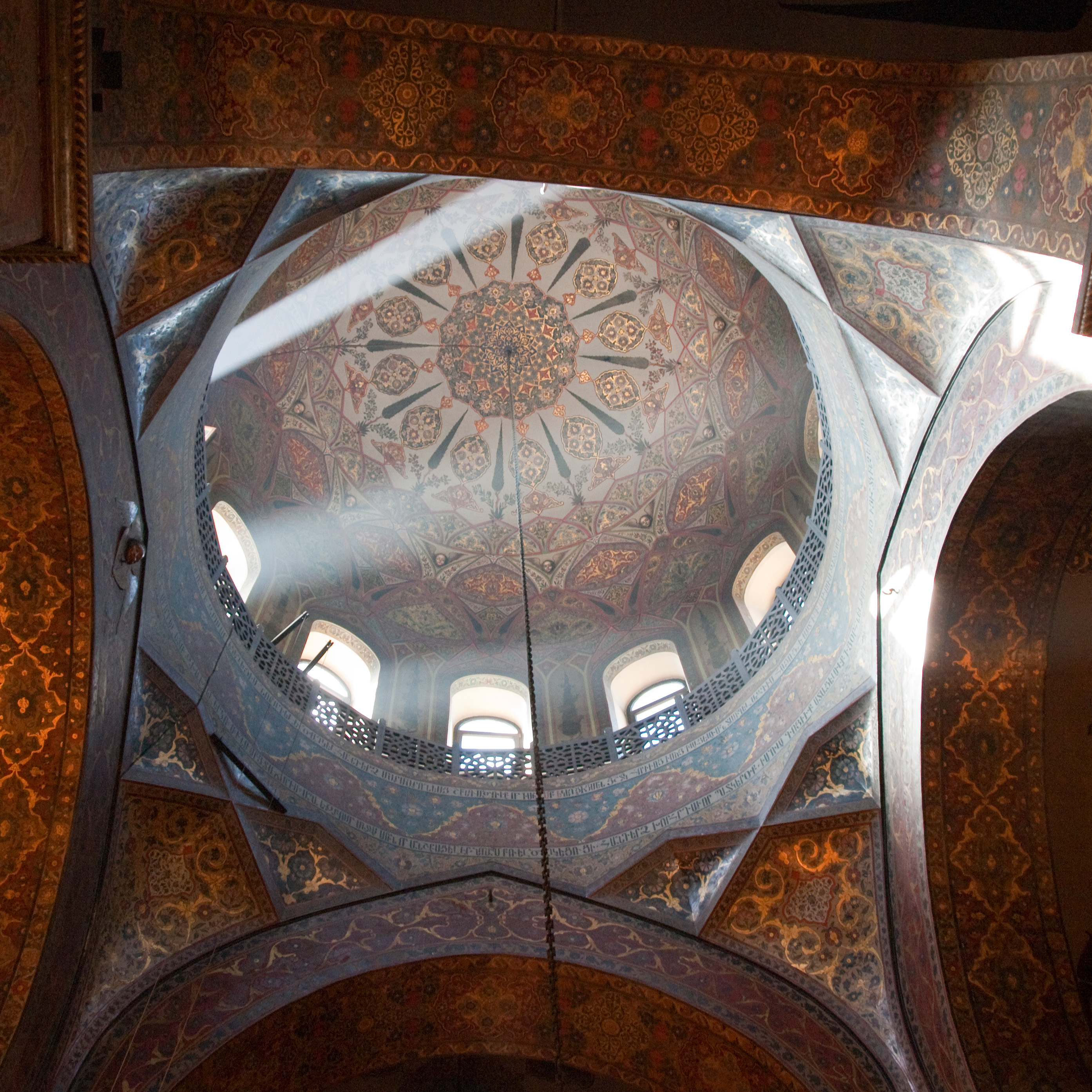
La cupola
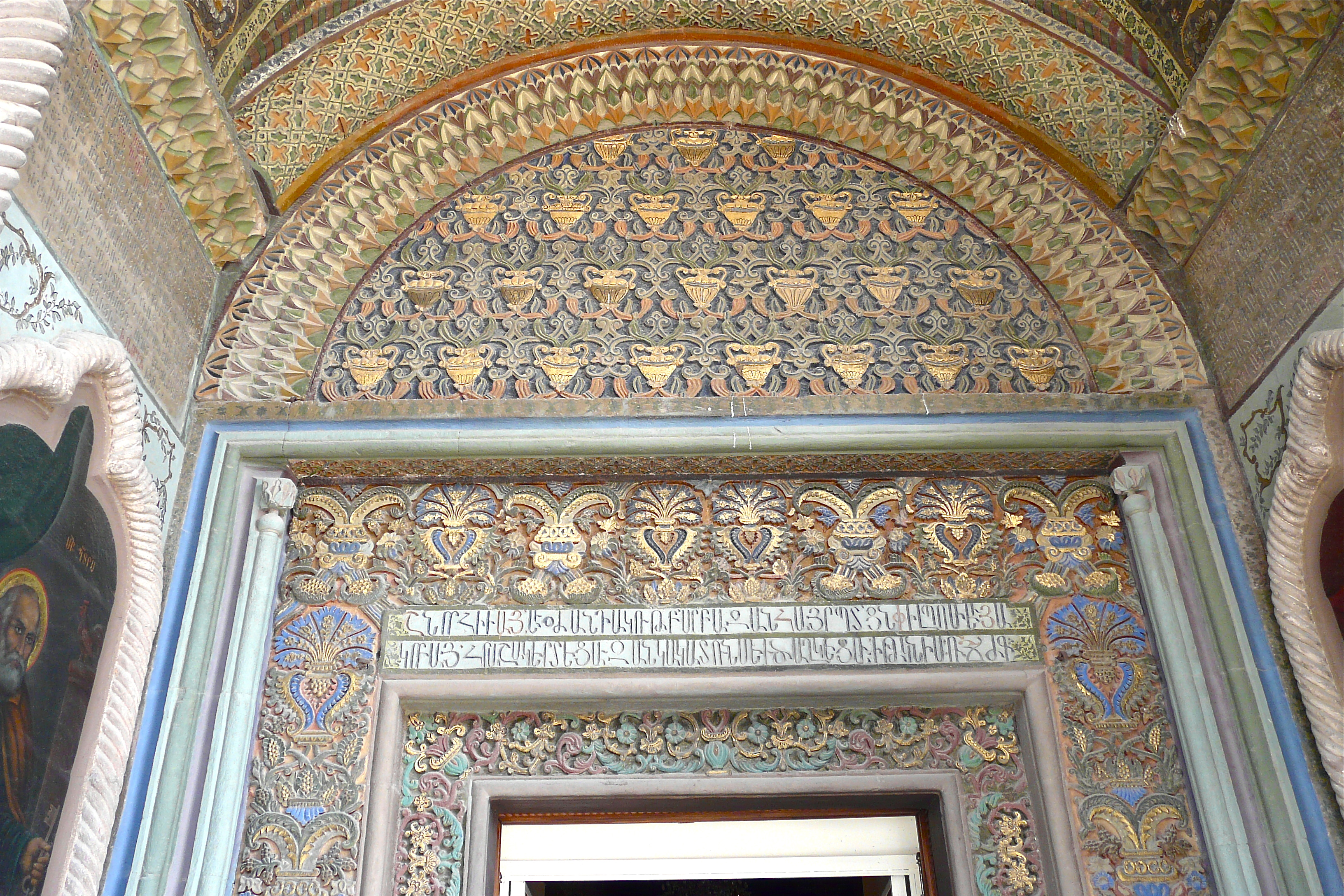
L'ingresso
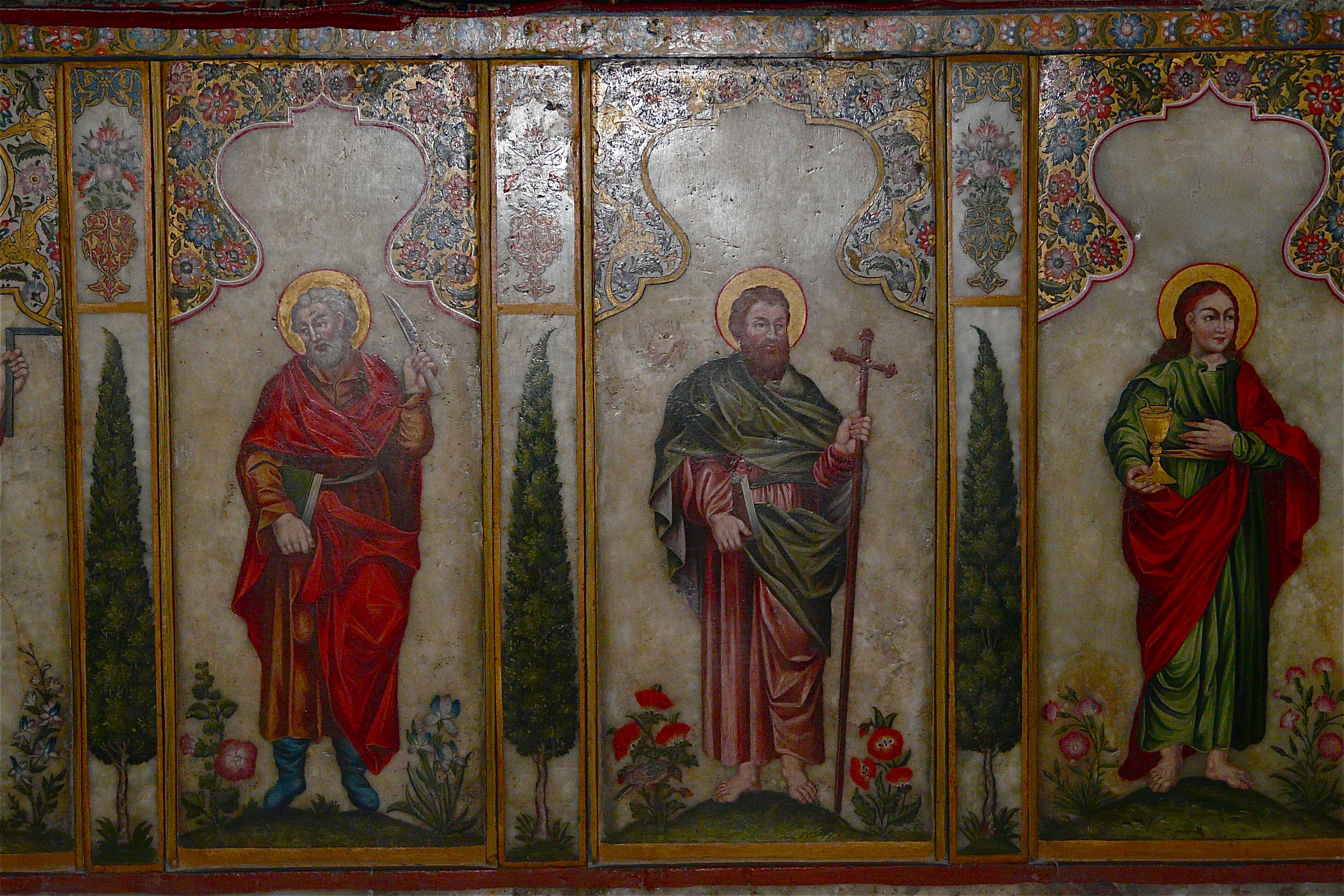
Dettagli dell'iconostasi
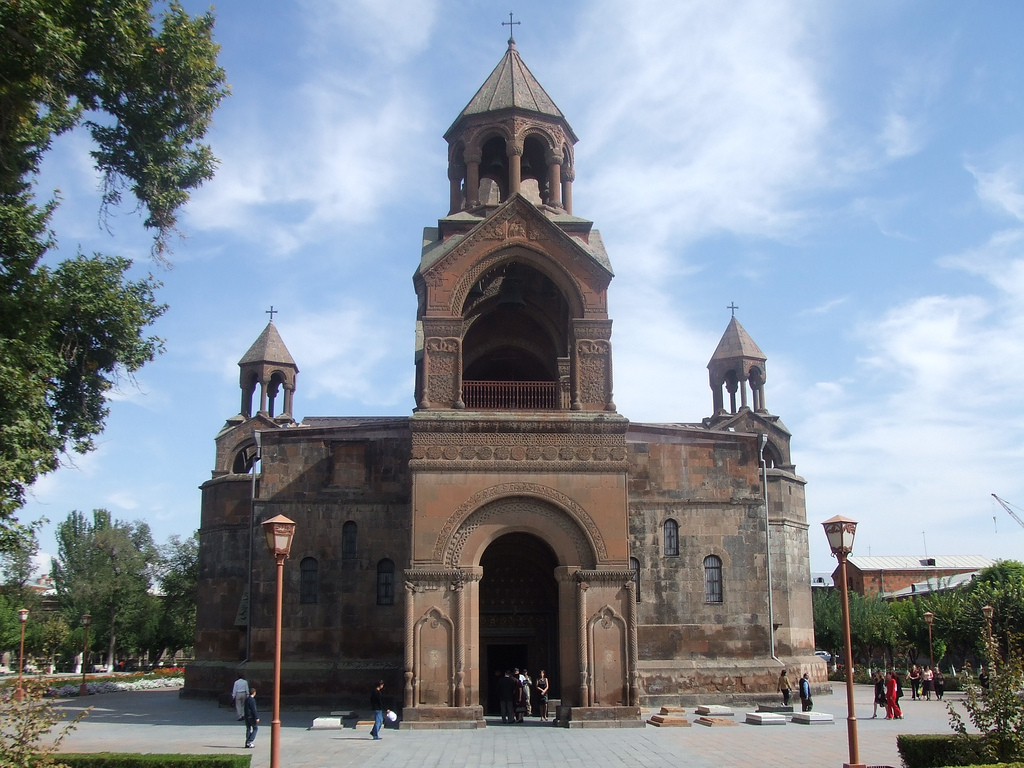
Veduta frontale
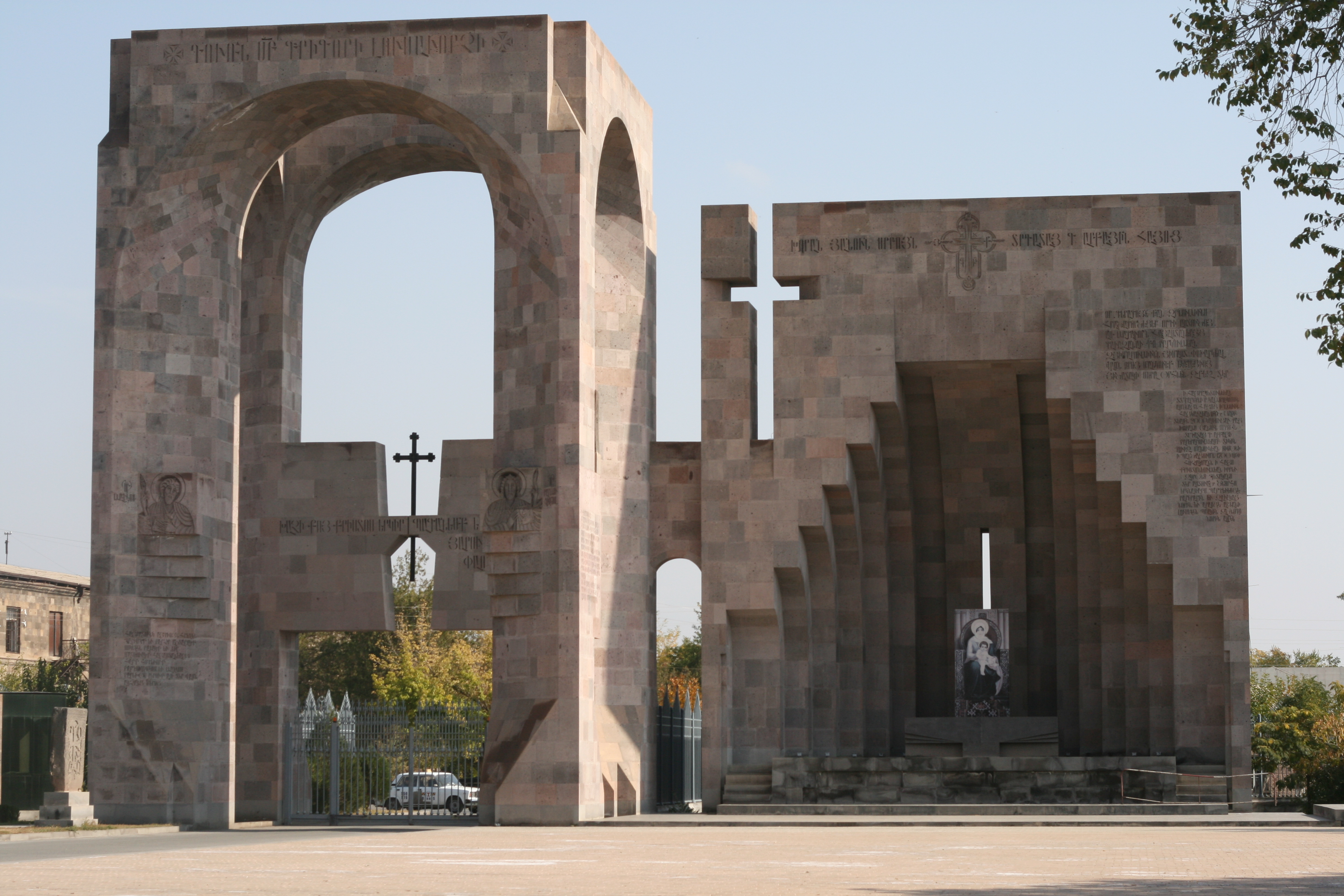
Altare all'aperto
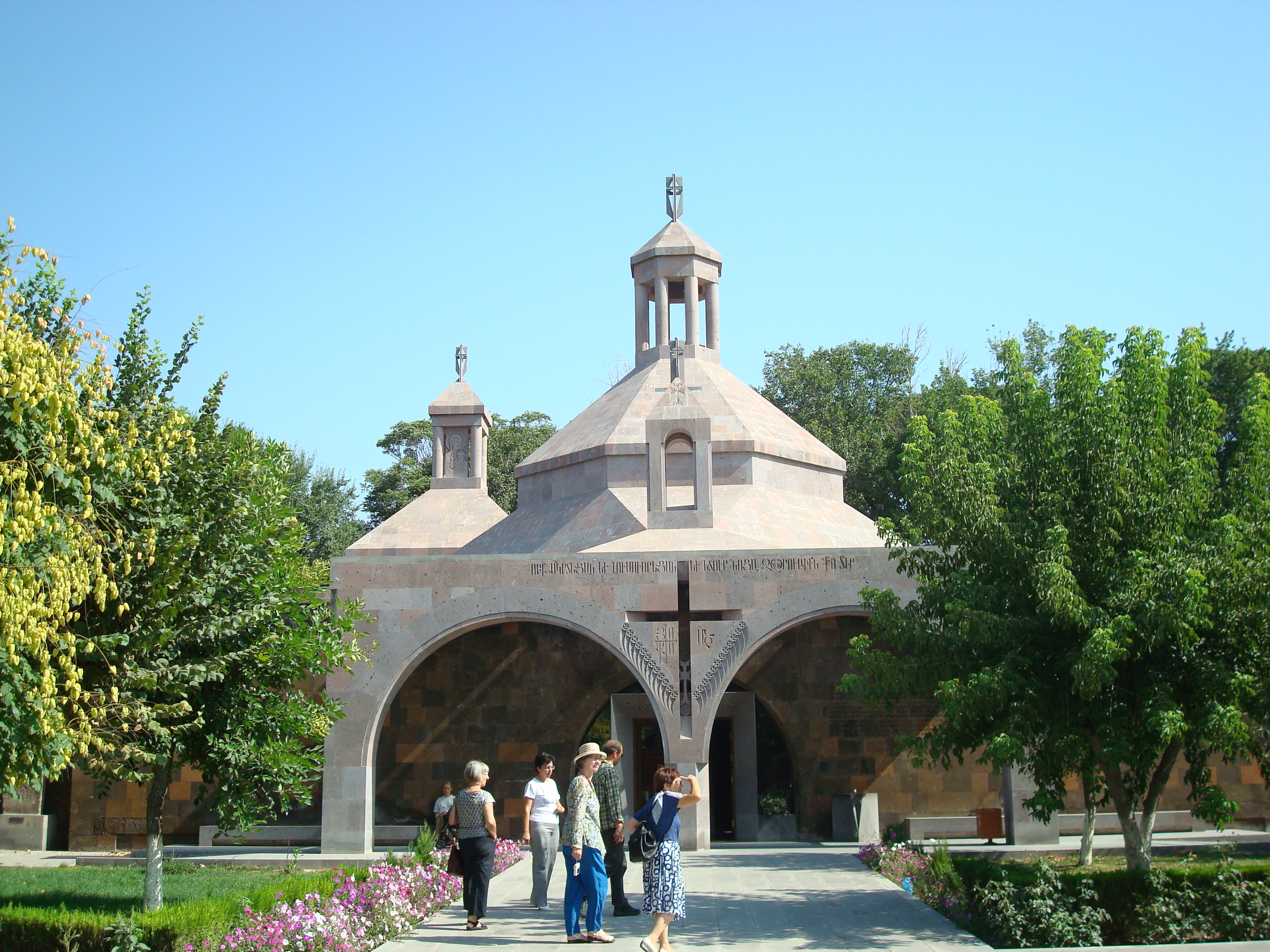
Battistero
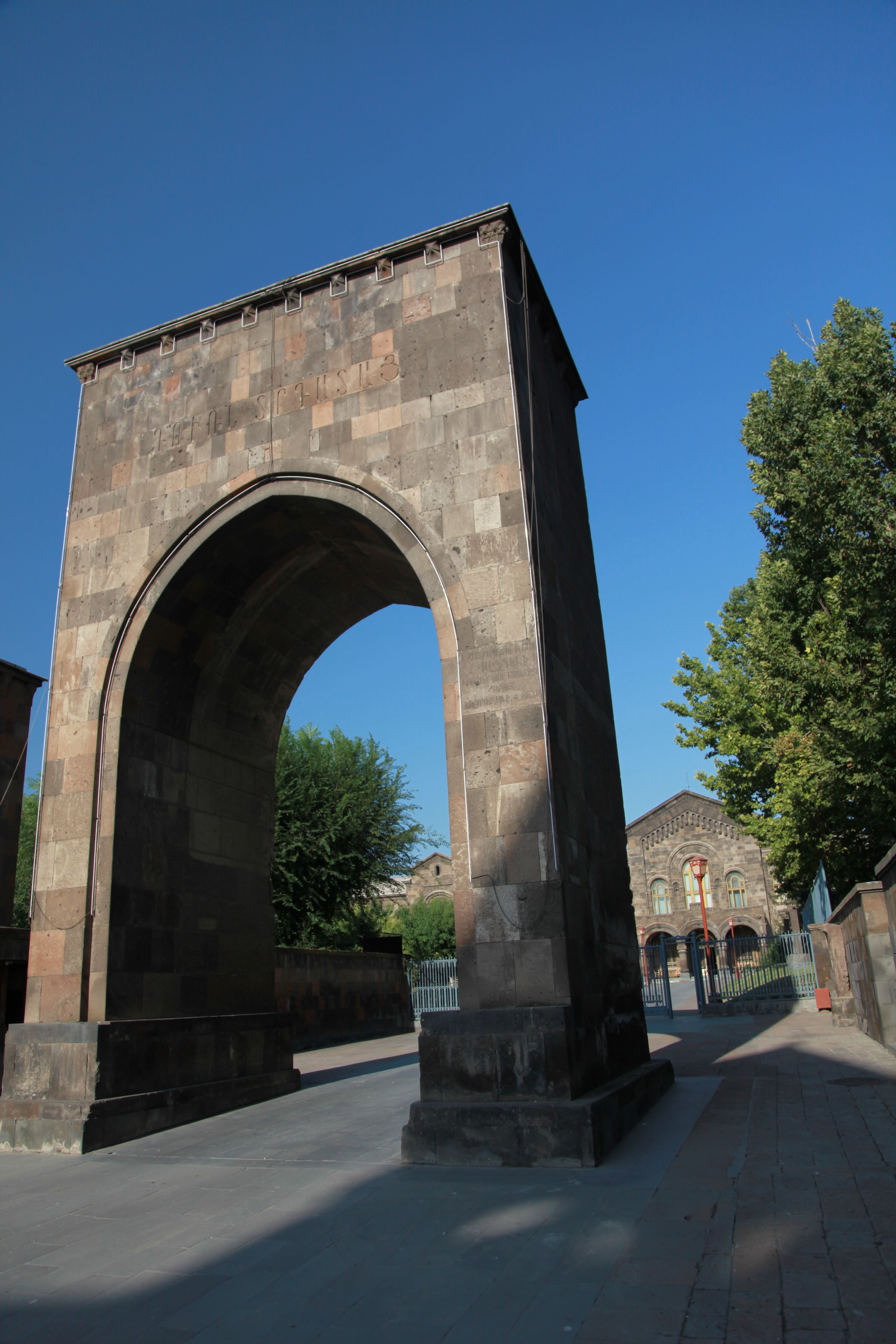
Porta di Tiridate III
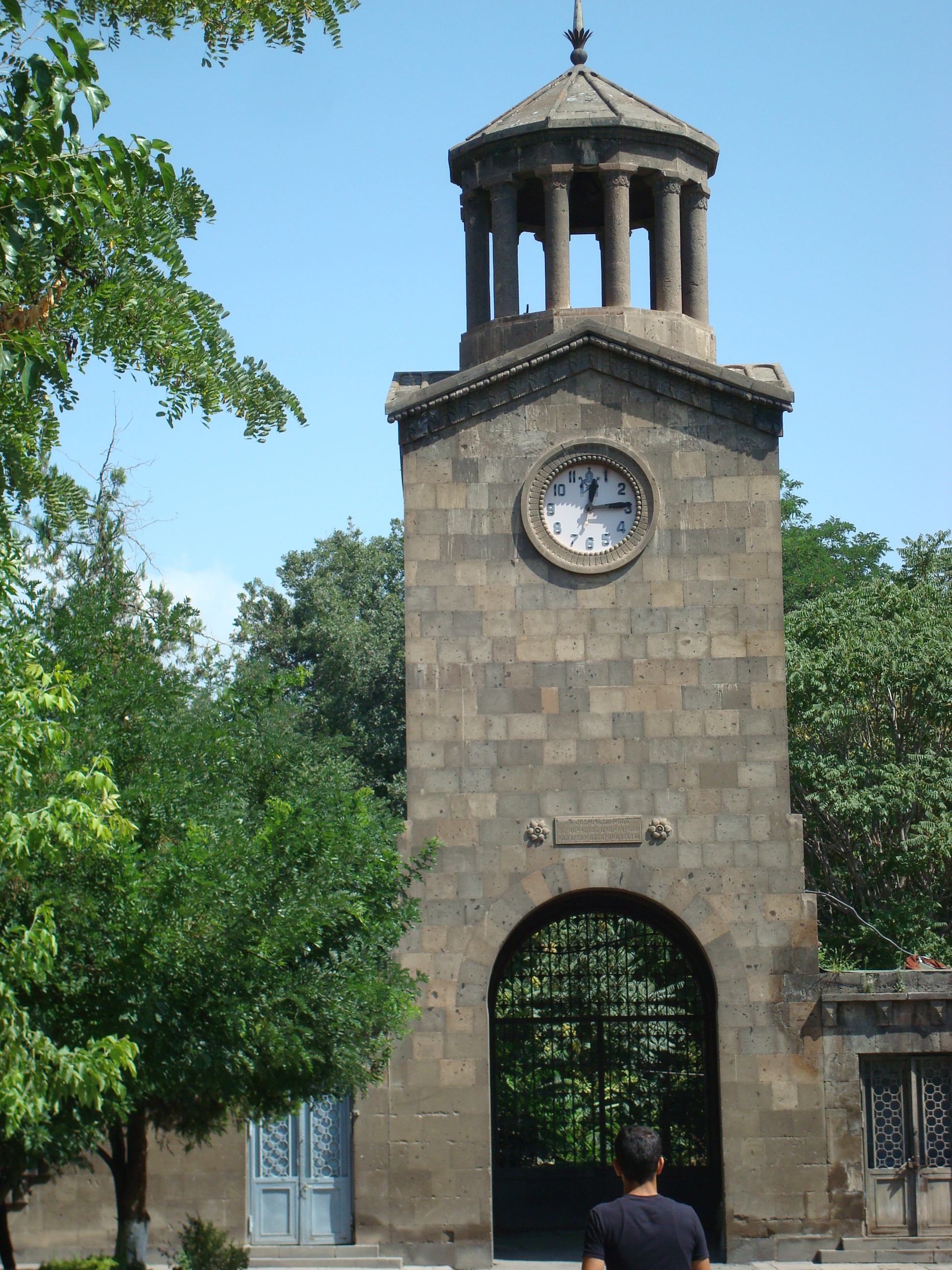
Torre dell'orologio